# 브라이언 디츤
브라이언 디츤(Brian Dietzen, 1977년 11월 14일 ~ )은 미국의 배우이다.

## 출연 작품
- NCIS 시즌13 (2015)
- 원 미닛 타임 머신 (2014)
- NCIS 시즌12 (2014)
- 세이모어 샐리 루퍼스 (2011)
- NCIS 시즌9 (2011)
- NCIS 시즌8 (2010)
- NCIS 시즌7 (2009)
- NCIS 시즌6 (2008)
- NCIS 시즌5 (2007)
- NCIS 시즌4 (2006)
- NCIS 시즌2 (2004)
- 퍼거토리 하우스 (2004)
- NCIS 시즌1 (2003)